# 3-hidroksi-4-oksohinolin 2,4-dioksigenaza
3-hidroksi-4-oksohinolin 2,4-dioksigenaza (EC 1.13.11.47, (1H)-3-hidroksi-4-oksohinolinska 2,4-dioksigenaza, 3-hidroksi-4-okso-1,4-dihidrohinolinska 2,4-dioksigenaza, 3-hidroksi-4(1H)-on, 2,4-dioksigenaza, hinolin-3,4-diol 2,4-dioksigenaza) je enzim sa sistematskim imenom 3-hidroksi-1-hinolin-4-on 2,4-dioksigenaza (formira CO). Ovaj enzim katalizuje sledeću hemijsku reakciju
3-hidroksi-1-hinolin-4-on + O2 {\displaystyle \rightleftharpoons } N-formilantranilat + CO
Ovaj enzim ne sadrži metalni centar ili organski kofaktor.

## Literatura
- Nicholas C. Price; Lewis Stevens (1999). Fundamentals of Enzymology: The Cell and Molecular Biology of Catalytic Proteins (Third изд.). USA: Oxford University Press. ISBN 019850229X.
- Eric J. Toone (2006). Advances in Enzymology and Related Areas of Molecular Biology, Protein Evolution (Volume 75 изд.). Wiley-Interscience. ISBN 0471205036.
- Branden C; Tooze J. Introduction to Protein Structure. New York, NY: Garland Publishing. ISBN 0-8153-2305-0.
- Irwin H. Segel. Enzyme Kinetics: Behavior and Analysis of Rapid Equilibrium and Steady-State Enzyme Systems (Book 44 изд.). Wiley Classics Library. ISBN 0471303097.
- William P. Jencks (1987). Catalysis in Chemistry and Enzymology. Dover Publications. ISBN 0486654605.

## Spoljašnje veze
- 3-hydroxy-4-oxoquinoline+2,4-dioxygenase на 